# Cattedrale di Bontoc
La cattedrale di Rita da Cascia (in filippino: Katedral ni Santa Rita ng Cascia), conosciuta anche come Cattedrale di Bontoc, è il principale luogo di culto della municipalità di Bontoc, Mountain Province, in Filippine, sede vescovile di Vicariato apostolico di Bontoc-Lagawe.